# Danfeng
Der Kreis Danfeng (chinesisch 丹凤县, Pinyin Dānfèng Xiàn) ist ein Kreis der bezirksfreien Stadt Shangluo im Osten der chinesischen Provinz Shaanxi. Er hat eine Fläche von 2.409 Quadratkilometern und zählt 247.259 Einwohner (Stand: Zensus 2020). Sein Hauptort ist die Großgemeinde Longjuzhai (龙驹寨镇).

## Administrative Gliederung
Auf Gemeindeebene setzt sich der Kreis aus elf Großgemeinden und zehn Gemeinden zusammen. 